# Архів естонського фольклору
Архів естонського фольклору (ест. Eesti Rahvaluule Arhiiv) — головний фольклорний архів в Естонії. Зараз архів функціонує як підрозділ Естонського літературного музею Естонського літературного музею. Нинішнім керівником архіву є Рісто Ярв.

## Історія
Архів естонського фольклору був створений у 1927 і став головною науково-дослідницькою установою з вивчення фольклору в Естонії. 
Основними цілями архіву були збір і структуризація наявних колекцій, а також сприяння дослідницькій діяльності, спрямованої на вивчення естонської культури.
Перші колекції матеріалів складалися з рукописів, що належали видатному естонському фольклористу і громадському діячу Якобу Гурту. Праці Якоба Гурта, спрямовані на популяризацію естонського фольклору, доклали свій внесок у процес естонського національного відродження. Під його керівництвом була зібрана колекція рукописів, що налічує більше ста тисяч сторінок з піснями, прислів'ями, загадками, легендами та казками. Після смерті Якоба Гурта (1907) колекція була перевезена в сховище Товариства фінської літератури Товариства фінської літератури в Гельсінкі через відсутність в Естонії умов, придатних для збереження рукописних документів.
Ідея створення централізованого архіву фольклору в Естонії зародилася в 1924 році, коли почалися переговори про повернення колекції Якоба Гурта в Естонію. Одним з ініціаторів цієї ідеї став естонський фольклорист Оскар Лоорітс, який згодом став директором архіву естонського фольклору і обіймав цю посаду до 1942 року. Сам архів був створений 24 вересня 1927 року як підрозділ Естонського національного музею.

### Період Другої Світової Війни
У 1940 році Архів був перетворений у відділ фольклору Державного музею літератури. У період німецької окупації відбулася чергова зміна, в результаті якої архів став частиною  Тартуського університету, а державний музей літератури припинив існувати. У 1944 році, коли в Естонії була відновлена радянська диктатура, структура архіву знову повернулася до стану 1940-го року.

### Радянський період
Після війни і приєднання Естонії до  СРСР, політичне, соціальне і культурне життя країни значно змінилося. Ідеологічна складова вплинула не тільки на вже зібрані колекції, але і на підхід до вивчення фольклору в майбутньому.
Згідно нового курсу,  Якоб Гурт вважався буржуазним дослідником, внесок  Оскара Лоорітса у формування архіву був визнаний таким, що «не мав цінності», а його ім'я було вилучено з наявних матеріалів. Фонди архіву зазнали жорсткої цензури в 1945-1952 роках. Більшу частину перевірки та редагування матеріалів проводили самі працівники архіву. В першу чергу цензурували пісні і жарти, що відображали негативне ставлення до радянської ідеології. Цензура вплинула і на доступність інформації. Матеріали з тем, які суперечили ідеологічним установкам, були недоступні для вивчення.

### Наші дні
Архів естонського фольклору був реорганізований у 1995 році після відновлення незалежності Естонії. До 2000 року всі великі колекції фольклору, що раніше належали різним інститутам були перенесені в Архів.
Нині працівники архіву проводять консультації для етнографів, антропологів і дослідників з інших областей наук з усього світу. Також Архів проводить кампанію з оцифрування матеріалів з колекції, розширюючи файловий архів Естонського Літературного музею «Kivike».

## Колекції

### Рукописи
У АЕФ міститься 31 колекція рукописів, це близько 1,5 мільйона сторінок. Найбільш цінними вважаються колекції Якоба Гурта (1838-1907) і  Маттіаса Йоганна Айзена (1880-1934).
Всі 162 рукописних томи фольклорної колекції Якоба Гурта доступні в відсканованому вигляді в базі даних «Kivike [Архівовано 29 січня 2021 у Wayback Machine.]».
Колекція естонських народних пісень і мелодій до них, зібрана Оскаром Калласом (1868-1946) за допомогою Естонського Студентського Товариства між 1904 і 1916 роками також доступна на «Kivike [Архівовано 29 січня 2021 у Wayback Machine.]» і налічує 13,139 народних пісень.

### Фотографії
Колекція архіву також містить фотопластинки, які вийшли з ужитку в першій половині двадцятого століття. Станом на 2016 рік колекція архіву налічує 17,993 чорно-білих фотографій, 8,075 кольорових фотографій і 33,137 цифрових фотографій. Фотоколекція містить зображення матеріалів та пейзажів, пов’язаних з народними традиціями.

### Аудіозаписи
Аудіоколекція архіву містить грамплатівки, касети і воскові циліндри. Перші аудіозаписи були зроблені в 1912 і 1914 роках фінським фольклористом А. О. Вяйсяненом (1890-1969) Основними носіями інформації є DAT-касети та мінідиски, що використовують з 1995 року, а також карти пам'яті, які почали використовувати з 2000 року.
Яан Тамм, звукооператор Архіву, з 1992 року оцифровує старі аудіозаписи.

### Відеозаписи
Відеоколекція Архіву налічує 1,377 фільмів і відео, записаних на кінострічки, відеокасети з 1980-х, матеріал у форматі Mini DV і на картах пам'яті. Ці матеріали описують і відображають традиції естонців та інших етнічних груп. Наприклад, відеоколекція складається із записів музичних виступів, які відбувалися як у невимушених обставинах, так і у форматі номерів на фольклорних фестивалях. Загалом ця колекція складається з шести серій: аналогові відеозаписи, цифрові записи на касетах, цифрові записи у форматі файлів тощо.

### Мультимедіа
У 2008 році була створена мультимедіа-колекція. Вона містить цифровий матеріал, наприклад, електронні листи і презентації, які не можна зарахувати до інших розділів Архіву.